# 大浦村 (福島県)
大浦村（おおうらむら）は福島県南東部、石城郡に属していた村。現在のいわき市北東部（四倉地区）、常磐線四ツ倉駅の南側一帯、仁井田川下流域にあたる。

## 地理
- 河川：仁井田川、横川

小学校:大浦小学校

## 歴史
- 1889年（明治22年）4月1日 - 町村制の施行により、大森村、細谷村、狐塚村、名木村、長友村、上仁井田村、下仁井田村、塩木村が合併して磐城郡大浦村が発足。
- 1896年（明治29年）4月1日 - 所属郡が石城郡に変更。
- 1955年（昭和30年）3月10日 - 四ツ倉町・大野村と合併し、改めて四倉町が発足。同日大浦村廃止。
- 1966年（昭和41年）10月1日 - 四倉町が平市・磐城市・常磐市・内郷市・勿来市、石城郡小川町・遠野町・川前村・田人村・好間村・三和村、双葉郡久之浜町・大久村と合併していわき市が発足。

## 交通

### 鉄道路線
日本国有鉄道常磐線が村域を通過したが、駅は所在しなかった。至近に四ツ倉駅が所在。

### 道路
- 国道6号

## 名所・旧跡・観光スポット・祭事・催事
- 四倉温泉